# 李峰 (山西省军区)
李峰（1915年—2005年2月8日），山西绛县人，中国人民解放军山西省军区副政委，中共太原市委副书记、第二书记。

## 生平
1936年10月，参加中国工农红军。1938年2月，加入中国共产党。历任指导员，八路军一二九师三八五旅政治部敌工干事，太行军区四分区副政委，华北军区独立十四团政委，一八九师政治部主任、副政委，山西省军区政治部副主任，山西省军区副政委，中共太原市委副书记、第二书记等职。离休后，为副军职离休干部。
2005年2月8日，李峰在山西省太原市病逝，享年90岁。